# WASP-34
WASP-34 eller Amansinaya är en ensam stjärna i södra delen av stjärnbilden Bägaren. Den har en skenbar magnitud av ca +10,28 och kräver ett teleskop för att kunna observeras. Baserat på parallax enligt Gaia Data Release 2 på ca 7,5 mas beräknas den befinna sig på ett avstånd av ca 432 ljusår (ca 133 parsek) från solen. Den rör sig bort från solen med en heliocentrisk hastighet av ca 24 km/s.

## Nomenklatur
År 2019 meddelade IAU som en del av NameExoWorlds att WASP-34 och dess planet WASP-34b skulle få officiella namn valda av skolbarn från Filippinerna. Stjärnan heter Amansinaya, efter Aman Sinaya, som är en av de två treenighetsgudarna i Filippinernas Tagalog-mytologi, och är havets urgud och fiskarens beskyddare. Planeten WASP-34b heter Haik. Haik är efterträdaren till den ursprungliga Aman Sinaya som havets gud i Filippinernas Tagalog-mytologi.

## Egenskaper
WASP-34 är en gul till vit solliknande stjärna i huvudserien av spektralklass G5 V. Den har en massa som är ungefär en solmassa, en radie av ca 0,93 solradie och avger från dess fotosfär ca 1,19 gånger så mycket energi som solen vid en effektiv temperatur av ca 5 700 K.

## Planetsystem
Wasp-34 har en exoplanet som är 0,59 ± 0,01 gånger så massiv som Jupiter och har en omloppsperiod av 4,317 dygn. Planetens färg har visat sig vara rödare än väntat, vilket tyder på ovanlig kemi. Planeten har en stor uppmätt temperaturskillnad mellan dagsidan (1 185 ± 47 K) och nattsidan (726 ± 119 K).
| Planet | Massa     | Halv storaxel (AE) | Siderisk omloppstid (d) | Excentricitet | Inklination | Radie       |
| ------ | --------- | ------------------ | ----------------------- | ------------- | ----------- | ----------- |
| b      | ≥ 0,56 MJ | 0,0524             | 4,31768                 | 0             | -           | 1,22 ± 0,08 |